# Limfjordsporter
LimfjordsPorter er en øl fra Thisted Bryghus af typen porter. Det er en mørk øl, der brygges på en blanding af forskellige ingredienser som karamel- og røgmalt samt engelsk lakrids. Den har en alkoholprocent på 7,9.

## Historie
LimfjordsPorter blev oprindeligt brygget af bryggeriet Urban i Aalborg. Da dette lukkede i 1986, blev Limfjordsporter-navnet og opskriften købt af brygmester Peter Klemmensen på Thisted Bryghus, som i 1989 lancerede Thisteds LimfjordsPorter. Dette var en ny øl, der var baseret på syv års eksperimenter. Udviklingen fortsatte kontinuerligt, og først i 1997 besluttede Klemmensen sig for, at han ikke yderligere kunne forbedre produktet, som på dette tidspunkt var blevet hans egen favoritøl. på 7,9%.

## Varianter
I 2015 lancerede Thisted Bryghus en "limited edition" ved navn LimfjordsPorter Lakrids, hvor mængden af lakrids i følge Thisted Bryghus var fordoblet. I 2016 annoncerede Thisted Bryghus, at LimfjordsPorter Lakrids ville blive sat i produktion.
I 2016 indgik Thisted Bryghus og Mikkeller et samarbejde om en LimfjordsPorter ved navn "Beer Geek LimfjordsPorter".

## Andre navne
LimfjordsPorteren er almindeligvis kendt som Øllets Gentleman. Ofte forkortes øllen bare LFP, hvilket for eksempel er navnet på fansiden for øllen på Facebook.